# Eugenio Sellés
Eugenio Sellés y Ángel de Castro, iv marqués de Gerona, iv vizconde de Castro y Orozco (Granada, 8 de abril de 1842-Madrid, 12 de octubre de 1926), fue un aristócrata, periodista, político y dramaturgo español.

## Biografía
Nacido el 8 de abril de 1842 en Granada, era hijo de Pedro Sellés y Garrido, y de Francisca de Paula Ángel y Castro. Descendía del general Mariano Álvarez de Castro. Su padre era magistrado de la Audiencia de Granada y tuvo otros cargos en otras ciudades españolas, por lo cual viajó mucho. Ostentó los títulos nobiliarios de iii marqués de Gerona y vizconde de Castro y Orozco.
Estudió Derecho (en Granada fue colegial del Real Colegio Mayor de San Bartolomé y Santiago) y se licenció en Madrid (1862); fue fiscal en Extremadura. Desde 1869 se consagró al periodismo y, defendiendo el partido progresista de Sagasta, colaboró en periódicos como La Iberia, La Revolución, El Universal, El Imparcial, El Pueblo, El Globo y ABC. Reunió sus artículos en el volumen La política de capa y espada (1876).
Con la regencia del general Serrano fue gobernador en Sevilla y en Granada. Con la Restauración dio rienda suelta a su vocación dramática escribiendo algunos dramas que le proclamaron como el discípulo más aventajado de Echegaray, a pesar de tener un estilo dramático bastante diferente al suyo.

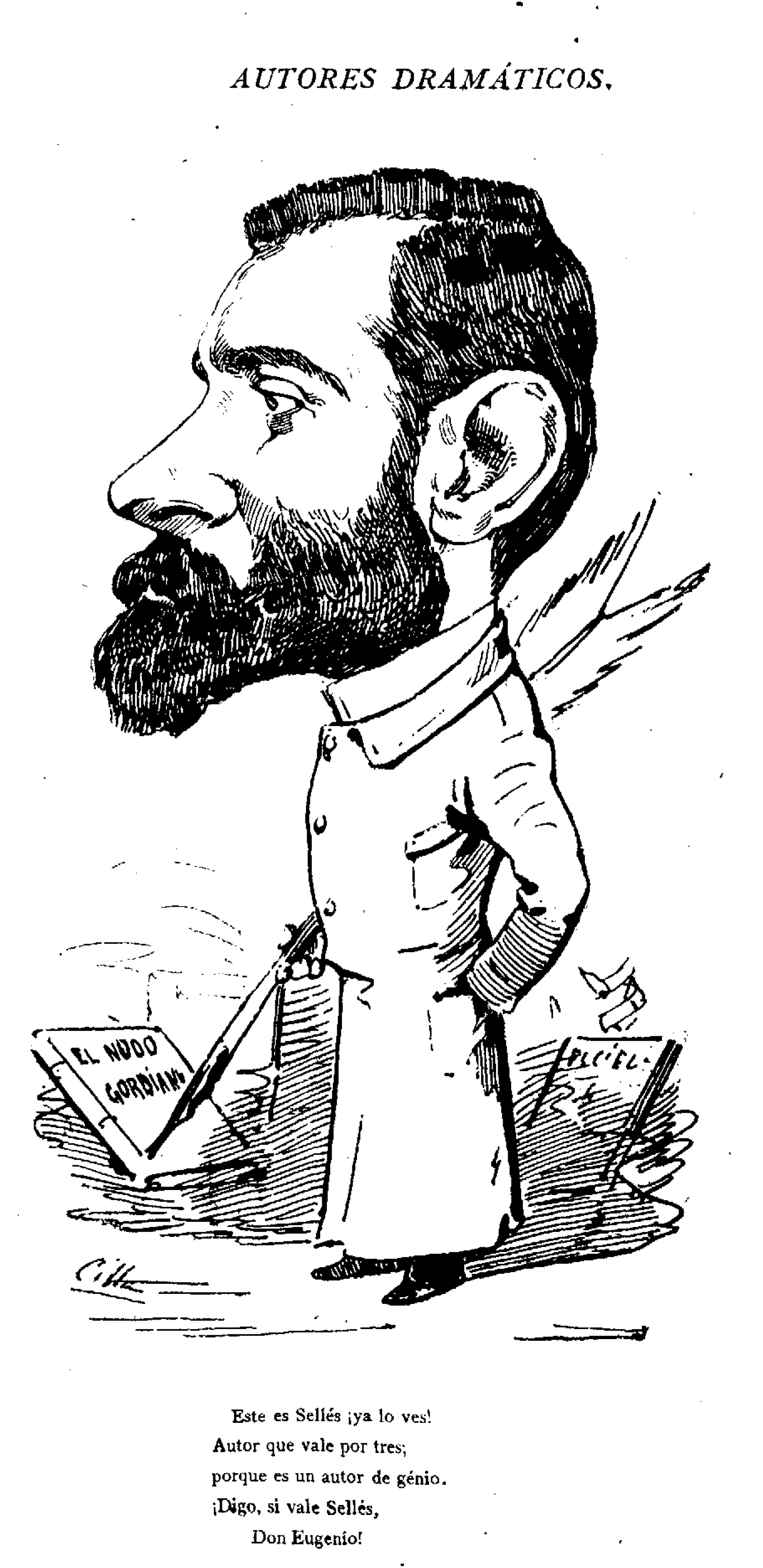
Caricaturizado en Madrid Cómico por Cilla (1880)

En 1895 fue designado miembro de la Real Academia Española y pronunció su discurso de ingreso sobre “El periodismo”. Además dirigió la sección literaria del Ateneo de Madrid. Miembro activo del Bilis Club, aparece considerado por algunos autores como uno de los principales organizadores del homenaje a Benito Pérez Galdós, convocado en 1883 por Armando Palacio Valdés y realizado en marzo de 1884 en la Cervecería Escocesa de Madrid, secundado por personalidades literarias y políticas de la época, como el mencionado Echegaray, Campoamor, Castelar y Cánovas.
Falleció en Madrid el 12 de octubre de 1926.

## Obra
Sentó su reputación como autor dramático con El nudo gordiano (1878),  pieza en verso y en clave de alta comedia, en que intentó dar forma moderna al drama de honor de Calderón. Después de esto optó por el teatro naturalista. En Las esculturas de carne pone de manifiesto los daños que provoca la indiferencia. En Las vengadoras, protagonizada por prostitutas madrileñas de alto copete y maridos adinerados que caen gustosamente en sus redes, termina con el suicidio del protagonista y presenta episodios de mucha verdad y quizá para la época de excesiva crudeza. Otra cosa es La mujer de Loth, en prosa y con un desenlace igualmente trágico. En Ícara (1910,1911), drama sobre el feminismo, subvierte el modelo ibseniano. En La vida pública denuncia la corrupción de la política de su tiempo.
Eugenio Sellés alternó en sus piezas dramáticas el verso o la prosa y, al igual que otros dramaturgos del neorromanticismo como Leopoldo Cano y Masas y José Echegaray, cifra el efecto de sus diálogos en la abundancia de breves frases sentenciosas, de intención contundente, ingeniosamente construidas y redondeadas en unos octosílabos o en un párrafo vigoroso. Pero su estilo es mucho menos retórico y más natural, aunque abunda en plurimembraciones, enumeraciones y antítesis.

## Obras

### Novelas
- Las recetas de Maese Antón (1918), novela publicada en la Colección "Los Contemporáneos", nº491 (30 de mayo de 1918)

### Teatro
- La torre de Talavera (1877)
- El nudo gordiano (1878)
- Las vengadoras (1884)
- La vida pública (1885).
- La mujer de Lot (1896).
- Ícara (1910).
- Maldades que son justicias.
- El cielo y el suelo.
- Las esculturas de carne.
- La balada de la luz (1900), zarzuela con música de Amadeo Vives.
- Campanas y cornetas (1902), zarzuela con música de Joaquín Valverde.
- La barcarola (1901), zarzuela, música de Vives.
- La nube (1902), zarzuela, música de Vives.
- El corneta de la partida (1903), zarzuela, música de Joaquín Valverde Sanjuán.
- Guardia de honor (1905), zarzuela, música de Ruperto Chapí.
- Amor en capilla (1908), zarzuela, música de Chapí.

### Artículos periodísticos
- La política de capa y espada (1876).